# 謝千鶴
謝千鶴（1987年11月25日—）是臺灣女子田徑運動員，專攻中長距離項目。

## 簡歷
代表中華臺北參加2015年世界田徑錦標賽的女子馬拉松賽事，在廈門比賽時，榮獲第七名，以特殊達標方式取得2016年里約奧運的參賽資格。
2016年2月7日謝千鶴在日本香川丸龜路跑賽事以1小時15分13秒成績打破台灣女子半程馬拉松全國紀錄，也讓謝千鶴取得2016年在英國卡地夫舉行的世界半程馬拉松錦標賽參賽資格。
但是謝千鶴為了爭一口氣，想要真正達到奧運參賽標準，在中華民國田徑協會協助下，前往韓國參加2016年大邱國際馬拉松賽事，並以2小時43分38秒成績（第10名）達到2016里約奧運女子馬拉松參賽標準。
謝千鶴代表中華臺北參加2016年夏季奧林匹克運動會田徑比賽女子馬拉松項目，最終以2:54:18完賽，排名第113。
謝千鶴在2016台北馬拉松以2:43:25成績再次創下個人在馬拉松項目的最佳記錄，這成績也讓她再次達到2017年倫敦世界田徑錦標賽的參賽標準。
2017年4月22日，謝千鶴在日本體育大學長距離紀錄會女子3000公尺項目以9分36秒26打破由李素梅保持38年的全國記錄。
2018年12月9日，台北馬拉松以2小時40分44秒獲得國內第一、總六，破了自己的最佳成績2分多。

## 外部連結
- 謝千鶴在国际奥林匹克委员会的资料
- 謝千鶴在的頁面
- 只為更讚 運動員謝千鶴：沒有永遠的第一，但永遠會有更好！
- 重生後無限可能 奔向世界的謝千鶴（页面存档备份，存于）
- 謝千鶴在大邱馬拉松 再度跨進奧運門檻（页面存档备份，存于）
- 破PB創臺北馬台女將最佳 謝千鶴微笑擁抱跑步 明年辭頭路拚黃金歲月（页面存档备份，存于）